# Viola Myers
Viola Myers, kanadska atletinja, * 29. junij 1927, Toronto, Kanada.
Nastopila je na olimpijskih igrah leta 1948, kjer je osvojila bronasto medaljo v štafeti 4x100 m in četrto mesto v teku na 100 m